# 侯红
侯红（1967年1月—），女，汉族，河南社旗人，中华人民共和国政治人物。郑州大学新闻系新闻专业毕业，中共中央党校在职研究生学历。曾任开封市市长、市委书记，郑州市市长，现任河南省卫生健康委员会党组书记、副主任（正厅级）。

## 生平
1987年8月加入中国共产党。1989年7月毕业于郑州大学新闻学专业。1990年5月起，历任共青团河南省委宣传部副主任干事、主任干事、副部长。2001年12月，任河南省青少年研究所所长（主持共青团河南省委统战联络部工作）。2002年8月，任共青团河南省委统战联络部部长、河南省青年联合会副主席兼秘书长。2006年2月，任共青团河南省委副书记、党组成员。2010年11月，任共青团河南省委书记、党组书记，河南省青年联合会主席。
2013年4月，任中共开封市委副书记（正市厅级）、组织部部长。2014年4月，兼任中共开封市委党校校长。2015年1月，任中共开封市委副书记、代市长，同年2月当选为市长。2017年12月，任中共开封市委书记。
2020年12月，任中共郑州市委副书记、郑州市人民政府代市长。2021年2月，当选为郑州市人民政府市长，她是继李宝光之后的郑州市第二位女性政府首长。
2022年1月，侯红因郑州“7·20”特大暴雨灾害受到党内严重警告、政务降级处分，辞去市长职务。2月15日，任河南省卫生健康委员会党组副书记、副主任（正厅级）。2023年1月，任河南省卫生健康委员会党组书记、副主任（正厅级）。